# Otto Wulff (Politiker, 1891)
Otto Wulff (* 5. Mai 1891 in Laboe; † nach 1951) war ein deutscher Politiker (CDU).
Wulff war von Beruf Landwirt. Als Nachfolger von Ferdinand Graf Hahn wurde Wulff 1946 von der britischen Militärregierung zum Mitglied des ersten ernannten Landtags von Schleswig-Holstein bestimmt. Auch dem zweiten ernannten Landtag gehörte er an.
Am 1. November 1946 wurde er außerdem ehrenamtlicher Landrat des Kreises Plön. Dieses Amt übte er bis zum 11. Mai 1950 aus und war anschließend noch bis 1951 Kreispräsident.